# یاربو (میسیسیپی)
یاربو (به انگلیسی: Yarbrough) یک منطقهٔ مسکونی در ایالات متحده آمریکا است که در شهرستان کوئیتمن، میسیسیپی واقع شده‌است. یاربو ۴۷٫۸۵ متر بالاتر از سطح دریا واقع شده‌است.